# ASB Classic 2018
L'ASB Classic 2018 è stato un torneo di tennis giocato all'aperto sul cemento. È stata la 35ª edizione del torneo femminile, facente parte della categoria International nell'ambito del WTA Tour 2018 e la 62ª edizione del torneo maschile, facente parte della categoria ATP Tour 250 nell'ambito dell'ATP World Tour 2018. Entrambi i tornei si sono giocati all' ASB Tennis Centre di Auckland, in Nuova Zelanda, quello femminile dal 1º gennaio 2018 al 7 gennaio 2018 e quello maschile dal 7 al 13 gennaio.

## Partecipanti ATP

### Teste di serie
| Giocatrice  | Nazionalità           | Ranking* | Testa di serie |
| ----------- | --------------------- | -------- | -------------- |
| Stati Uniti | Jack Sock             | 8        | 1              |
| Argentina   | Juan Martín del Potro | 11       | 2              |
| Stati Uniti | Sam Querrey           | 13       | 3              |
| Stati Uniti | John Isner            | 17       | 4              |
| Spagna      | Roberto Bautista Agut | 20       | 5              |
| Uruguay     | Pablo Cuevas          | 32       | 6              |
| Spagna      | David Ferrer          | 37       | 7              |
| Russia      | Andrej Rublëv         | 39       | 8              |

* Ranking al 1º gennaio 2018.

### Altri partecipanti
I seguenti giocatori hanno ricevuto una wildcard per il tabellone principale:
- Stefanos Tsitsipas
- Michael Venus
- Wu Yibing

I seguenti giocatori sono passate dalle qualificazioni:

- Radu Albot
- Rogério Dutra da Silva
- Casper Ruud
- Tim Smyczek

I seguenti giocatori sono entrati in tabellone come lucky loser:
- Liam Caruana
- Tarō Daniel
- Lukáš Lacko
- Tennys Sandgren

### Ritiri
Prima del torneo
- Kyle Edmund →sostituito da  Tennys Sandgren
- Ryan Harrison →sostituito da  Liam Caruana
- Guido Pella →sostituito da  Tarō Daniel
- Andrej Rublëv →sostituito da  Lukáš Lacko

## Partecipanti WTA

### Teste di serie
| Giocatrice  | Nazionalità         | Ranking* | Testa di serie |
| ----------- | ------------------- | -------- | -------------- |
| Danimarca   | Caroline Wozniacki  | 3        | 1              |
| Germania    | Julia Görges        | 14       | 2              |
| Rep. Ceca   | Barbora Strýcová    | 23       | 3              |
| Polonia     | Agnieszka Radwańska | 28       | 4              |
| Stati Uniti | Lauren Davis        | 48       | 5              |
| Kazakistan  | Julija Putinceva    | 50       | 6              |
| Germania    | Mona Barthel        | 52       | 7              |
| Croazia     | Donna Vekić         | 54       | 8              |

* Ranking al 25 dicembre 2017.

### Altre partecipanti
Le seguenti giocatrici hanno ricevuto una wildcard per il tabellone principale:
- Sara Errani
- Sofia Kenin
- Jade Lewis

Le seguenti giocatrici sono passate dalle qualificazioni:

- Jana Fett
- Ysaline Bonaventure
- Sachia Vickery
- Viktória Kužmová

## Punti e montepremi
| Torneo              | Torneo              | V      | F      | SF     | QF    | 2T    | 1T    | Q  | Q3    | Q2  | Q1  |
| Singolare femminile | Punti               | 280    | 180    | 110    | 60    | 30    | 1     | 18 | 14    | 10  | 1   |
| Singolare femminile | Premi in denaro ($) | 43,000 | 21,400 | 11,300 | 5,900 | 3,310 | 1,925 | –  | 1,005 | 730 | 530 |
| Doppio femminile    | Punti               | 280    | 180    | 110    | 60    | -     | 1     | –  | –     | –   | –   |
| Doppio femminile    | Premi in denaro ($) | 12,300 | 6,400  | 3,435  | 1,820 | -     | 960   | –  | –     | –   | –   |

## Campioni

### Singolare maschile
Roberto Bautista Agut ha sconfitto in finale  Juan Martín del Potro con il punteggio di 6–1, 4–6, 7–5.

### Singolare femminile
Julia Görges ha sconfitto in finale  Caroline Wozniacki con il punteggio di 6–4, 7–6(4).

### Doppio maschile
Oliver Marach /  Mate Pavić hanno sconfitto in finale  Maks Mirny /  Philipp Oswald con il punteggio di 6–4, 5–7, [10–7].

### Doppio femminile
Sara Errani /  Bibiane Schoofs hanno sconfitto in finale  Eri Hozumi /  Miyu Katō con il punteggio di 7–5, 6–1.